# Beta Code

Le Beta Code est un système de représentation des caractères et de la ponctuation de plusieurs langues anciennes (dont notamment le grec ancien), à l’aide des caractères ASCII. Son but n’est pas tant de décrire une norme de romanisation que de représenter fidèlement une grande variété de textes anciens, la mise en page et les caractères rares y compris.
Le Beta Code fut développé par David W. Packard à la fin des années 1970 et adopté par le Thesaurus Linguae Graecae en 1981. C’est depuis devenu un standard pour l’écriture du grec polytonique. Il a été utilisé par plusieurs autres projets, dont le Perseus Project, le Packard Humanities Institute, la collection de papyrus de l’université Duke, et le Greek Epigraphy Project de l’université Cornell et de l’Ohio State University. Des logiciels tels que Sophokeys permettent d’écrire directement du texte en grec ancien en le tapant sous forme de Beta Code ; de plus en plus populaires, ils ont fait du Beta Code une méthode universelle d’entrée de texte en grec polytonique.

## Encodage du grec ancien

### Alphabet
| Capitale et majuscule | Beta Code | Nom de la lettre | Minuscule | Beta Code |
| --------------------- | --------- | ---------------- | --------- | --------- |
| Α                     | *A        | Alpha            | α         | A         |
| Β                     | *B        | Bêta             | β         | B         |
| Γ                     | *G        | Gamma            | γ         | G         |
| Δ                     | *D        | Delta            | δ         | D         |
| Ε                     | *E        | Epsilon          | ε         | E         |
| Ζ                     | *Z        | Zêta             | ζ         | Z         |
| Η                     | *H        | Êta              | η         | H         |
| Θ                     | *Q        | Thêta            | θ         | Q         |
| Ι                     | *I        | Iota             | ι         | I         |
| Κ                     | *K        | Kappa            | κ         | K         |
| Λ                     | *L        | Lambda           | λ         | L         |
| Μ                     | *M        | Mu               | μ         | M         |
| Ν                     | *N        | Nu               | ν         | N         |
| Ξ                     | *C        | Xi               | ξ         | C         |
| Ο                     | *O        | Omicron          | ο         | O         |
| Π                     | *P        | Pi               | π         | P         |
| Ρ                     | *R        | Rhô              | ρ         | R         |
| Σ                     | *S        | Sigma médian     | σ         | S, S1     |
| Σ                     | *S        | Sigma final      | ς         | S, S2     |
| Ϲ                     | *S (*S3)  | Sigma lunaire    | ϲ         | S (S3)    |
| Τ                     | *T        | Tau              | τ         | T         |
| Υ                     | *U        | Upsilon          | υ         | U         |
| Φ                     | *F        | Phi              | φ         | F         |
| Χ                     | *X        | Chi              | χ         | X         |
| Ψ                     | *Y        | Psi              | ψ         | Y         |
| Ω                     | *W        | Oméga            | ω         | W         |

Remarques :
- Le Beta Code du TLG utilise des lettres ASCII capitales pour représenter les lettres grecques. Une variante, utilisée par le Perseus Project, utilise des minuscules. Dans les deux cas, une lettre ASCII seule représente une minuscule et une lettre précédée d’un astérisque représente une capitale.
- En général, l’usage du S se suffit à lui-même. Il est interprété comme un sigma final en fin de mot ou suivi d’une ponctuation, et comme un sigma médian ailleurs. S1 et S2 permettent toutefois de forcer l’interprétation.
- Les codes *S3 et S3 (sigma lunaire) sont maintenant obsolètes, le TLG le considérant comme une graphie remplaçant à la fois le sigma médian et le sigma final.

### Ponctuation
| Ponctuation | Beta Code | Nom                        |
| ----------- | --------- | -------------------------- |
| .           | .         | Point                      |
| ,           | ,         | Virgule                    |
| ·           | :         | Deux-points (Point médian) |
| ;           | ;         | Point d'interrogation      |
| ’           | '         | Apostrophe                 |
| ‐           | -         | Trait d'union              |
| —           | _         | Tiret                      |

### Diacritiques
| Diacritique | Beta Code | Nom                | Exemples | Codé         |
| ----------- | --------- | ------------------ | -------- | ------------ |
| ̓            | )         | Esprit doux        | ἐν       | E)N          |
| ̔            | (         | Esprit rude        | ὁ, οἱ    | O(, OI(      |
| ́            | /         | Accent aigu        | πρός     | PRO/S        |
| ͂            | =         | Accent circonflexe | τῶν      | TW=N         |
| ̀            | \         | Accent grave       | πρὸς     | PRO\S        |
| ̈            | +         | Tréma              | προϊέναι | PROI+E/NAI   |
| ͅ            | \|        | Iota souscrit      | τῷ       | TW=\|        |
| ̄            | %26       | Macron             | μαχαίρᾱς | MAXAI/RA%26S |
| ̆            | %27       | Brève              | μάχαιρᾰ  | MA/XAIRA%27  |

## Référence
- (en) Cet article est partiellement ou en totalité issu de l’article de Wikipédia en anglais intitulé « Beta code » (voir la liste des auteurs).